# Martin Grase
Martin Grase (Schlochau, 3 maggio 1891 – Friburgo in Brisgovia, 4 agosto 1963) è stato un generale tedesco della Wehrmacht durante la seconda guerra mondiale.

## Biografia
Grase entrò nell'esercito imperiale tedesco il 24 marzo 1909 e venne affidato al 4º reggimento granatieri "re Federico il Grande" con la carica di cadetto. Da metà ottobre del 1909 sino a luglio del 1910 studiò alla scuola di guerra di Anklam dove ottenne poi il brevetto per la promozione a tenente.
Con lo scoppio della prima guerra mondiale Grase venne assegnato come capo plotone sul fronte occidentale, prendendo parte alle battaglie di Stallupönen, Gumbinnen, Tannenberg, il lago Masuria e la seconda battaglia del lago Masuria. Durante la guerra di trincea tra Orzye e Szkwa, Grase fu ferito e dovette trascorrere un certo periodo in ospedale. Dopo il suo recupero fu impiegato per due mesi come capo della 19ª divisione mitragliatrici da fortezza ed il 20 agosto 1915 venne trasferito al 374º reggimento di fanteria. Si portò quindi sul fronte orientale tra Krewo, Smorgon, Narotschsee e Tveretsch. Dopo aver frequentato alcuni corsi alla scuola di guerra di Vilna entrò nel 5. Sturm-Battalion della 5ª armata e poi nello staff della 16ª divisione all'inizio di febbraio 1918. L'11 ottobre 1918 venne promosso aiutante.
Dopo l'armistizio di Compiègne ed il suo ritorno a casa, Grase venne inizialmente riassegnato al suo reggimento principale il 18 dicembre 1918, e dopo la smobilitazione a metà gennaio del 1919, venne trasferito al Comando Generale del 1º corpo d'armata come ufficiale d'ordinanza. Nel 1919 passò quindi al Reichswehr dove fu dapprima aiutante e dal 1922 capitano, ottenendo dal 25 gennaio 1923 il comando della 15ª compagnia del suo reggimento. Dopo aver completato un corso per lanciatori di mine, Grase venne posto a capo della 13ª compagnia dal 1º novembre al 31 dicembre 1929. Venne quindi trasferito al comando della 3ª divisione di Berlino, promosso maggiore nel 1933 e tenente colonnello nel 1935. Con quest'ultimo grado ottenne il comando del III battaglione del 30º reggimento di fanteria e venne infine nominato generale dal 1936.
Il 15 luglio 1944, successe al generale von Falkenhausen come capo dell'amministrazione militare tedesca in Belgio e nel nord della Francia.